# Danger from the Deep
Danger from the Deep és un simulador de submarins per a Windows o Linux, de codi obert que compta amb gràfics 3D. Està ambientat en la Segona Guerra Mundial, en la qual l'usuari s'haurà de posar en mans d'un submarí alemany.
Tot i que està distribuït sota llicència GPL el contingut gràfic que acompanya el joc no és lliure. El projecte es va inciar l'any 2003. El videojoc està en anglès, alemany, italià i espanyol; s'han iniciat els processos de traducció al rus, polonès, francès i neerlandès, no obstant qualsevol pot traduir el joc a una altra llengua.